# Bruny Nsimba
Bruny Nsimba (Bukunzao, 5 aprile 2000) è un calciatore angolano, attaccante del Dender.

## Carriera
Nsimba ha giocato nei settori giovanili di Anderlecht, Dender, Malines, Gent ed Anversa; con quest'ultimo club ha anche esordito tra i professionisti, il 1º agosto 2020 nell'incontro di Coupe de Belgique vinto 1-0 contro il Club Bruges. Ha segnato il suo primo gol il 18 gennaio 2023 in Pro League contro l'Ostenda e pochi giorni dopo è stato ceduto al Waasland-Beveren.
Sei mesi più tardi ha cambiato nuovamente squadra firmando con il Dender, dove ha contribuito con 14 gol in 28 incontri alla promozione in Pro League.

## Statistiche

### Presenze e reti nei club
Statistiche aggiornate al 19 ottobre 2024.
| Stagione        | Squadra          | Campionato      | Campionato | Campionato | Coppe nazionali | Coppe nazionali | Coppe nazionali | Coppe continentali | Coppe continentali | Coppe continentali | Altre coppe | Altre coppe | Altre coppe | Totale | Totale | Totale |
| Stagione        | Squadra          | Comp            | Pres       | Reti       | Comp            | Pres            | Reti            | Comp               | Pres               | Reti               | Comp        | Pres        | Reti        | Pres   | Reti   |        |
| --------------- | ---------------- | --------------- | ---------- | ---------- | --------------- | --------------- | --------------- | ------------------ | ------------------ | ------------------ | ----------- | ----------- | ----------- | ------ | ------ | ------ |
| 2020-2021       | Anversa          | D1              | 5          | 0          | CB              | 1               | 0               | UEL                | 0                  | 0                  | -           | -           | -           | 6      | 0      |        |
| 2021-2022       | Anversa          | D1              | 1          | 0          | CB              | 0               | 0               | UEL                | 0                  | 0                  | -           | -           | -           | 1      | 0      |        |
| 2022-gen. 2023  | Anversa          | D1              | 10         | 1          | CB              | 3               | 0               | UECL               | 0                  | 0                  | -           | -           | -           | 10     | 1      |        |
| gen.-giu. 2023  | Waasland-Beveren | D2              | 11         | 3          | CB              | 0               | 0               | -                  | -                  | -                  | -           | -           | -           | 11     | 3      |        |
| 2023-2024       | Dender           | D2              | 28         | 14         | CB              | 2               | 0               | -                  | -                  | -                  | -           | -           | -           | 30     | 14     |        |
| 2024-2025       | Dender           | D1              | 10         | 3          | CB              | 0               | 0               | -                  | -                  | -                  | -           | -           | -           | 10     | 3      |        |
| Totale carriera | Totale carriera  | Totale carriera | 65         | 21         |                 | 6               | 0               |                    | 0                  | 0                  |             | -           | -           | 71     | 21     |        |

## Palmarès

### Club

#### Competizioni nazionali
- Campionato belga: 1

Anversa: 2022-2023
- Coppa del Belgio: 1

Anversa: 2022-2023